# Ein guter Grund zu feiern
Ein guter Grund zu feiern war eine Fernsehsendung im ZDF, mit der über die katholischen Feiertage wie Dreikönig, Fronleichnam, Mariä Himmelfahrt und Allerheiligen berichtet werden sollte. 
Die Reihe wurde im Auftrag des ZDF bis 2012 von der Produktionsfirma Welterforscher Film und so weiter GmbH, die Willi Weitzel gehört, produziert. Ab 2013 war Marcus Kablitz der Produzent der TV-Reihe. 
Zuletzt war Pater Nikodemus Schnabel OSB wesentlich in die Sendereihe eingebunden.
Zu Dreikönig 2022 wurde die bisher letzte Folge der Reihe ausgestrahlt. Nachfolgesendung ist das Format Lesch sieht Schwartz mit Harald Lesch und Thomas Schwartz.

## Sendungen
Staffel 1
- Dreikönig 2011, mit Willi Weitzel, Gast: Sven Hannawald
- Fronleichnam 2011, mit Willi Weitzel, Gast: Minh-Khai Phan-Thi
- Mariä Himmelfahrt 2011, mit Willi Weitzel, Gast: Bettina Wulff
- Allerheiligen 2011, mit Willi Weitzel, Gast: Johanna Klum

Staffel 2
- Dreikönig 2012, mit Willi Weitzel, Gast: Karlheinz Brandenburg
- Fronleichnam 2012, mit Willi Weitzel, Gast: Klaus Allofs
- Mariä Himmelfahrt 2012, mit Willi Weitzel, Gast: Jörg Pilawa
- Allerheiligen 2012, mit Willi Weitzel, Gast: Thomas Huber

Staffel 3
- Dreikönig 2013, mit Willi Weitzel, Gast: Michael Rappenglück
- Fronleichnam 2013 mit Schwester Jordana Schmidt, Gäste: Hans-Jochen Jaschke, Abdelkarim
- Mariä Himmelfahrt 2013 mit Schwester Jordana Schmidt, Gast: Susanne Pätzold
- Allerheiligen 2013 mit Andreas Korn, Gäste: Sara Nuru, Rainer Maria Schießler

Staffel 4
- Dreikönig 2014 mit Andreas Korn, Gäste: Wise Guys, Manfred Becker-Huberti
- Fronleichnam 2014 mit Andreas Korn
- Mariä Himmelfahrt 2014 mit Andreas Korn, Gäste: Ute Große Harmann, Gunter Gabriel
- Allerheiligen 2014 mit Andreas Korn, Gast: Nina Gnädig

Staffel 5
- Dreikönig 2015 mit Andreas Korn, Gäste: Michael Krennerich, Lucis Ferstl
- Fronleichnam 2015 mit Andreas Korn
- Mariä Himmelfahrt 2015 mit Andreas Korn, Gäste: Rainer Maria Schießler, Monika Baumgartner
- Allerheiligen 2015 mit Andreas Korn

Staffel 6
- Dreikönig 2016 mit Andreas Korn, Gast: Martin Schulz
- Fronleichnam 2016 mit Andreas Korn
- Mariä Himmelfahrt 2016 mit Andreas Korn, Gast: Rolf Lohmann
- Allerheiligen 2016 mit Andreas Korn, Gäste: Johannes Grohe, Cesare Zucconi

Staffel 7
- Dreikönig 2017 mit Andreas Korn, Gast: Notker Wolf
- Unterwegs an Fronleichnam 2017 mit Andreas Korn, Gast: Andy Holzer
- Mariä Himmelfahrt 2017 mit Andreas Korn, Gast: Jürgen Wagner
- Unterwegs an Allerheiligen 2017 mit Andreas Korn, Gast: Christoph Kuckelkorn

Staffel 8
- Unterwegs an Dreikönig 2018 mit Andreas Korn
- Unterwegs an Fronleichnam 2018 mit Pater Nikodemus Schnabel OSB
- Mariä Himmelfahrt 2018 mit Pater Nikodemus Schnabel OSB
- Allerheiligen 2018 mit Pater Nikodemus Schnabel OSB

Staffel 9
- Dreikönig 2019 mit Pater Nikodemus Schnabel OSB
- Fronleichnam 2019 mit Pater Nikodemus Schnabel OSB
- Mariä Himmelfahrt 2019 mit Pater Nikodemus Schnabel OSB
- Allerheiligen 2019 mit Pater Nikodemus Schnabel OSB

Staffel 10
- Dreikönig 2020 mit Pater Nikodemus Schnabel OSB
- Fronleichnam 2020 mit Pater Nikodemus Schnabel OSB
- Mariä Himmelfahrt 2020 mit Pater Nikodemus Schnabel OSB
- Allerheiligen 2020 mit Pater Nikodemus Schnabel OSB

Staffel 11
- Dreikönig 2021 mit Pater Nikodemus Schnabel OSB
- Fronleichnam 2021 mit Pater Nikodemus Schnabel OSB
- Mariä Himmelfahrt 2021 mit Pater Nikodemus Schnabel OSB
- Unterwegs an Allerheiligen 2021

Staffel 12
- Dreikönig 2022 mit Pater Nikodemus Schnabel OSB